# HD 188753
HD 188753 este un sistem stelar aflat la aproximativ 151 ani-lumină distanță în constelația Lebăda. În 2005, o planetă extrasolară a fost descoperită  pe orbita stelei principale a sistemului (denumită HD 188753 A). Măsurători ulterioare efectuate de un grup independent în 2007 nu au confirmat existența planetei.

## Descrierea sistemului

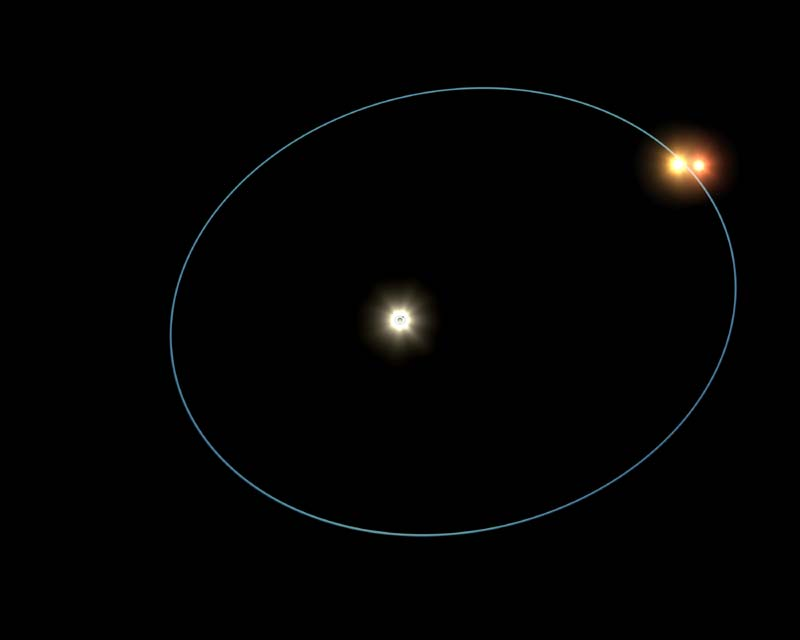
Orbita lui HD 188753 BC în jurul stelei A

Steaua principală (cea mai mare), HD 188753 A, este asemănătoare Soarelui  cu o masă cu doar 6% mai mare ca a stelei noastre și cu clasificarea stelară G8V.  Aflate pe orbita stelei A, la o distanță de 12,3 UA, se află două stele mai mici care se orbitează reciproc una pe cealaltă cu o perioadă de 156,0 ± 0,1 zile, o semiaxă majoră de 0,67 UA și cu o excentricitate de 0.1 ± 0.03. Perechea de stele secundare are o masă estimată de 0,96 și 0,67 mase solare. Ele se rotesc în jurul stelei A cu o perioadă de aproximativ 25,7 ani și cu o excentricitate orbitală de aproximativ 0,50. Apsida acestei orbite este de 6,2 UA.

## Posibilă planetă
În 2005 a fost anunțată descoperirea unei planete candidate pe orbita stelei A a acestui sistem triplu stelar. Această planetă, care a primit denumirea de HD 188753 Ab, a fost anunțată de astronomul polonez care lucrează în Statele Unite, dr. Maciej Konacki. Aceasta nu ar fi prima planetă cunoscută într-un sistem triplo de stele - de exemplu, planeta 16 Cygni Bb a fost descoperită mai devreme, orbitând una dintre componentele unui sistem triplu afla tot în constelația Lebăda. 
Din moment ce se credea că HD 188753 Ab orbitează într-un sistem cu mai multe stele, Konacki a făcut o referire la planetele de acest tip ca "planete Tatooine" după lumea de origine a lui Luke Skywalker din Star Wars. Descoperirea acestei planete a fost contestată de Eggenberger și colab 